# Атопијско запаљење вежњаче ока
Атопијско запаљење вежњаче ока (лат. conjunctivitis atopica) је хронично обострано запаљење вежњаче ока које се јавља код болесника са атопијским дерматитисом (екцемом) капака и лица. Симптоми су сличним оним код сезонског и несезонског запаљења вежњаче ока, док је његова специфичност густи мукозни  секрет вежњаче. Као и код верналног запаљења вежњаче ока, атопијско запаљењ вежњаче може узроковати трајна оштећења ока.

## Епидемиологија
Овај облик алергијске болести ока најчешће се испољава током адолесценције или у раним двадесетим годинама живота. Може се јавити код особа које имају у анамнези алергије, нарочито алергијски ринитис и астму.
На глобалном нивоу болест се јавља у 5-20% случајева. Код 20-40% особа болест је удружена са атопијским дерматитисом. Повезана је са преваленцом од 95% код екцема и преваленцом код астме у 87% случајева. 
Ово стање је чешћа код мушкараца него код жена, а горња граница старост за појаву болести је у распону од  30 до 50 година.

## Етиопатогенеза
Овај облик запаљења вежњаче је тешко алергијско обољење које због формирања великих ожиљних промена на вежњачи и рожњачи може да довести до трајног губитка видних функција. За те промене директно су одговорни ожиљна замућења и сама васкуларизација рожњаче које доводе до смањења њене провидности. На рожњачи је најчешће присутна манифестна пунктиформна епителијална кератопатија. Доста често, на рожњачи се уочавају и перзистентни дефекти епитела и строме који се могу секундарно инфицирати (стафилокок).
Еволуција болести иде у правцу формирања ожиљних замућења и васкуларизације рожњаче шта доводи до смањења њене провидности и угрожавања видне функције.
Код 10% болесника са атопијским запаљењем рожњаче развија се предња субкапсуларна катаракта чије порекло још увек није до краја изучено.

## Клиничка слика
Као и код других алергијских болести рожњаче, главни субјективни симптом болести су:
- свраб у оку,
- појачано сузење, са појавом густог мукозног коњуктивалног секрета,
- замагљење вида,
- фотофобија и бол у очима.

## Дијагноза
Дијагноза, се поставља на основу позитивних анамнестичких података из личне и породичне анамнезе, као и из јасно испољене клиничке слике болести.

## Терапија
Терапија се заснива на локалној и системској примени:
- антихистаминика,
- нестероидних антиинфламаторних лекова,
- стабилизатора мембране мастоцита,[5]
- кортикостероида и
- циклоспорина А.[6]